# Agence béninoise de valorisation des résultats de recherche et de l'innovation technologique
L'Agence béninoise de valorisation des résultats de recherche et de l’innovation technologique en abrégé ABeVRIT est un établissement public béninois à caractère scientifique et technologique. Elle est dotée de la personnalité morale et de l'autonomie financière. L'Agence est sous l'autorité du ministère béninois de l'Enseignement supérieur et de la recherche scientifique.

## Histoire
L'ABeVRIT voit le jour par décret N° 2012-139 du 07 juin 2012  portant création, attributions, organisation et fonctionnement de l'Agence Béninoise de Valorisation des Résultats de Recherche et d'Innovation Technologique,.

## Mission et attributions
L'Agence béninoise de valorisation des résultats de recherche et de l’innovation technologique est mis en place par le gouvernement béninois pour, d'une part, mettre en pratique la stratégie nationale de développement technologique et industriel du Bénin et d'autre part de tirer parti des résultats de la recherche en collaboration avec les structures et institutions publiques et privées concernées. Ses responsabilités comprennent la promotion des connaissances et des compétences locales, le transfert de technologie et l'innovation technologique, la mobilisation des ressources financières requises pour soutenir à la fois l'innovation et le transfert de technologies des centres de recherche vers les entreprises qui en expriment le besoin,,,,.